# Olympische Winterspiele 2018/Biathlon
Bei den XXIII. Olympischen Winterspielen 2018 in Pyeongchang fanden elf Wettbewerbe im Biathlon statt.

## Austragungsort
Austragungsort war das Alpensia Biathlon Centre im Wintersportzentrum Alpensia Resort. Dort ausgetragen worden waren bereits die Biathlon-Weltmeisterschaften 2009 sowie jeweils ein Weltcup im Winter 2008/09 und im Winter 2016/17. Bis zu 7500 Zuschauer konnten die Biathlonwettkämpfe vor Ort mitverfolgen.

## Wettbewerbe
Die Wettkämpfe wurden nicht im Rahmen des Weltcups 2017/18 ausgetragen, die Ergebnisse der Olympischen Spiele flossen damit nicht in die Weltcupwertungen mit ein. Wie 2014 in Sotschi wurden auch in Pyeongchang mit Ausnahme einer Disziplin alle Wettbewerbe der Weltmeisterschaften ausgetragen. Die Single-Mixed-Staffel, die auch zum Wettkampfprogramm des Weltcups und der Europameisterschaften gehörte und 2019 in den Katalog der Weltmeisterschaften aufgenommen wurde, stand nicht auf dem Programm.

## Bilanz

### Medaillenspiegel
| Platz  | Land        | Gold | Silber | Bronze | Gesamt |
| ------ | ----------- | ---- | ------ | ------ | ------ |
| 01     | Deutschland | 3    | 1      | 3      | 7      |
| 02     | Frankreich  | 3    | –      | 2      | 5      |
| 03     | Schweden    | 2    | 2      | –      | 4      |
| 04     | Norwegen    | 1    | 3      | 2      | 6      |
| 05     | Slowakei    | 1    | 2      | –      | 3      |
| 06     | Belarus     | 1    | 1      | –      | 2      |
| 07     | Tschechien  | –    | 1      | 1      | 2      |
| 08     | Slowenien   | –    | 1      | –      | 1      |
| 09     | Italien     | –    | –      | 2      | 2      |
| 10     | Österreich  | –    | –      | 1      | 1      |
| Gesamt | Gesamt      | 11   | 11     | 11     | 33     |

### Medaillengewinner
Männer
| Disziplin          | Gold                                                                      | Silber                                                                          | Bronze                                                          |
| ------------------ | ------------------------------------------------------------------------- | ------------------------------------------------------------------------------- | --------------------------------------------------------------- |
| 10 km Sprint       | Arnd Peiffer (GER)                                                        | Michal Krčmář (CZE)                                                             | Dominik Windisch (ITA)                                          |
| 12,5 km Verfolgung | Martin Fourcade (FRA)                                                     | Sebastian Samuelsson (SWE)                                                      | Benedikt Doll (GER)                                             |
| 20 km Einzel       | Johannes Thingnes Bø (NOR)                                                | Jakov Fak (SLO)                                                                 | Dominik Landertinger (AUT)                                      |
| 15 km Massenstart  | Martin Fourcade (FRA)                                                     | Simon Schempp (GER)                                                             | Emil Hegle Svendsen (NOR)                                       |
| 4 × 7,5 km Staffel | SchwedenPeppe Femling Jesper Nelin Sebastian Samuelsson Fredrik Lindström | NorwegenLars Helge Birkeland Tarjei Bø Johannes Thingnes Bø Emil Hegle Svendsen | DeutschlandErik Lesser Benedikt Doll Arnd Peiffer Simon Schempp |

Frauen
| Disziplin           | Gold                                                                        | Silber                                                        | Bronze                                                                     |
| ------------------- | --------------------------------------------------------------------------- | ------------------------------------------------------------- | -------------------------------------------------------------------------- |
| 7,5 km Sprint       | Laura Dahlmeier (GER)                                                       | Marte Olsbu (NOR)                                             | Veronika Vítková (CZE)                                                     |
| 10 km Verfolgung    | Laura Dahlmeier (GER)                                                       | Anastasiya Kuzmina (SVK)                                      | Anaïs Bescond (FRA)                                                        |
| 15 km Einzel        | Hanna Öberg (SWE)                                                           | Anastasiya Kuzmina (SVK)                                      | Laura Dahlmeier (GER)                                                      |
| 12,5 km Massenstart | Anastasiya Kuzmina (SVK)                                                    | Darja Domratschawa (BLR)                                      | Tiril Eckhoff (NOR)                                                        |
| 4 × 6 km Staffel    | BelarusNadseja Skardsina Iryna Kryuko Dsinara Alimbekawa Darja Domratschawa | SchwedenLinn Persson Mona Brorsson Anna Magnusson Hanna Öberg | FrankreichAnaïs Chevalier Marie Dorin-Habert Justine Braisaz Anaïs Bescond |

Mixed
| Disziplin     | Gold                                                                       | Silber                                                                     | Bronze                                                            |
| ------------- | -------------------------------------------------------------------------- | -------------------------------------------------------------------------- | ----------------------------------------------------------------- |
| Mixed-Staffel | FrankreichMarie Dorin-Habert Anaïs Bescond Simon Desthieux Martin Fourcade | NorwegenMarte Olsbu Tiril Eckhoff Johannes Thingnes Bø Emil Hegle Svendsen | ItalienLisa Vittozzi Dorothea Wierer Lukas Hofer Dominik Windisch |

## Startquoten
Insgesamt gab es 230 Quotenplätze.

Die maximale Anzahl an Athleten pro Nation bei Biathlonwettkämpfen bei den Olympischen Spielen orientierte sich an den Startquoten im Biathlon-Weltcup. Die zwanzig besten Nationalverbände des Vorjahres erhielten vier Startplätze pro Sprint- und Einzelrennen, die Verbände auf den Plätzen 21 und 22 erhielten zwei Startplätze. Das IOC konnte sechs Wildcards an weitere Nationen vergeben, die über keine Quotenplätze verfügten. Diese Wildcards waren nach den Veranstaltungs- und Wettkampfregeln der Internationalen Biathlon-Union IBU auf zwei pro Nation begrenzt. Unabhängig von einem erreichten Quotenplatz oder eine Wildcard durfte die ausrichtende Nation mindestens einen Athleten bzw. eine Staffel stellen.

## Zeitplan
| Tag | Datum | Datum       | Ortszeit | MEZ     | Wettkampf                           | Olympiasieger 2014   | Weltmeister 2017   |
| --- | ----- | ----------- | -------- | ------- | ----------------------------------- | -------------------- | ------------------ |
| 02  | Sa    | 10. Februar | 20:15    | 12:15   | 7,5 km Sprint Frauen                | Anastasiya Kuzmina   | Gabriela Koukalová |
| 03  | So    | 11. Februar | 20:15    | 12:15   | 10 km Sprint Männer                 | Ole Einar Bjørndalen | Benedikt Doll      |
| 04  | Mo    | 12. Februar | 19:10    | 11:10   | 10 km Verfolgung Frauen             | Darja Domratschawa   | Laura Dahlmeier    |
| 04  | Mo    | 12. Februar | 21:00    | 13:00   | 12,5 km Verfolgung Männer           | Martin Fourcade      | Martin Fourcade    |
| 07  | Do    | 15. Februar | *17:15 * | 09:15 * | 15 km Einzel Frauen                 | Darja Domratschawa   | Laura Dahlmeier    |
| 07  | Do    | 15. Februar | *20:20 * | 12:20 * | 20 km Einzel Männer                 | Martin Fourcade      | Lowell Bailey      |
| 09  | Sa    | 17. Februar | 20:15    | 12:15   | 12,5 km Massenstart Frauen          | Darja Domratschawa   | Laura Dahlmeier    |
| 10  | So    | 18. Februar | 20:15    | 12:15   | 15 km Massenstart Männer            | Emil Hegle Svendsen  | Simon Schempp      |
| 12  | Di    | 20. Februar | 20:15    | 12:15   | 2 × 6 km + 2 × 7,5 km Mixed-Staffel | Norwegen             | Deutschland        |
| 14  | Do    | 22. Februar | 20:15    | 12:15   | 4 × 6 km Staffel Frauen             | Ukraine              | Deutschland        |
| 15  | Fr    | 23. Februar | 20:15    | 12:15   | 4 × 7,5 km Staffel Männer           | Russland             | Russland           |

## Ergebnisse Männer

### Sprint 10 km
| Platz | Land | Sportler           | Zeit (min) | Fehler  |
| ----- | ---- | ------------------ | ---------- | ------- |
| 01    | GER  | Arnd Peiffer       | 23:38,8    | 0 (0+0) |
| 02    | CZE  | Michal Krčmář      | 23:43,2    | 0 (0+0) |
| 03    | ITA  | Dominik Windisch   | 23:46,5    | 1 (0+1) |
| 04    | AUT  | Julian Eberhard    | 23:47,2    | 1 (0+0) |
| 05    | NOR  | Erlend Bjøntegaard | 23:56,2    | 2 (0+2) |
| 06    | GER  | Benedikt Doll      | 23:56,4    | 1 (0+1) |
| 07    | GER  | Simon Schempp      | 24:00,2    | 1 (0+1) |
| 08    | FRA  | Martin Fourcade    | 24:00,9    | 3 (3+0) |
| 09    | SUI  | Serafin Wiestner   | 24:02,3    | 1 (0+1) |
| 10    | ITA  | Lukas Hofer        | 24:09,8    | 2 (1+1) |
| …     |      |                    |            |         |

Datum: 11. Februar 2018, 20:15 Uhr
Olympiasieger 2014:  Ole Einar Bjørndalen

Weltmeister 2017:  Benedikt Doll

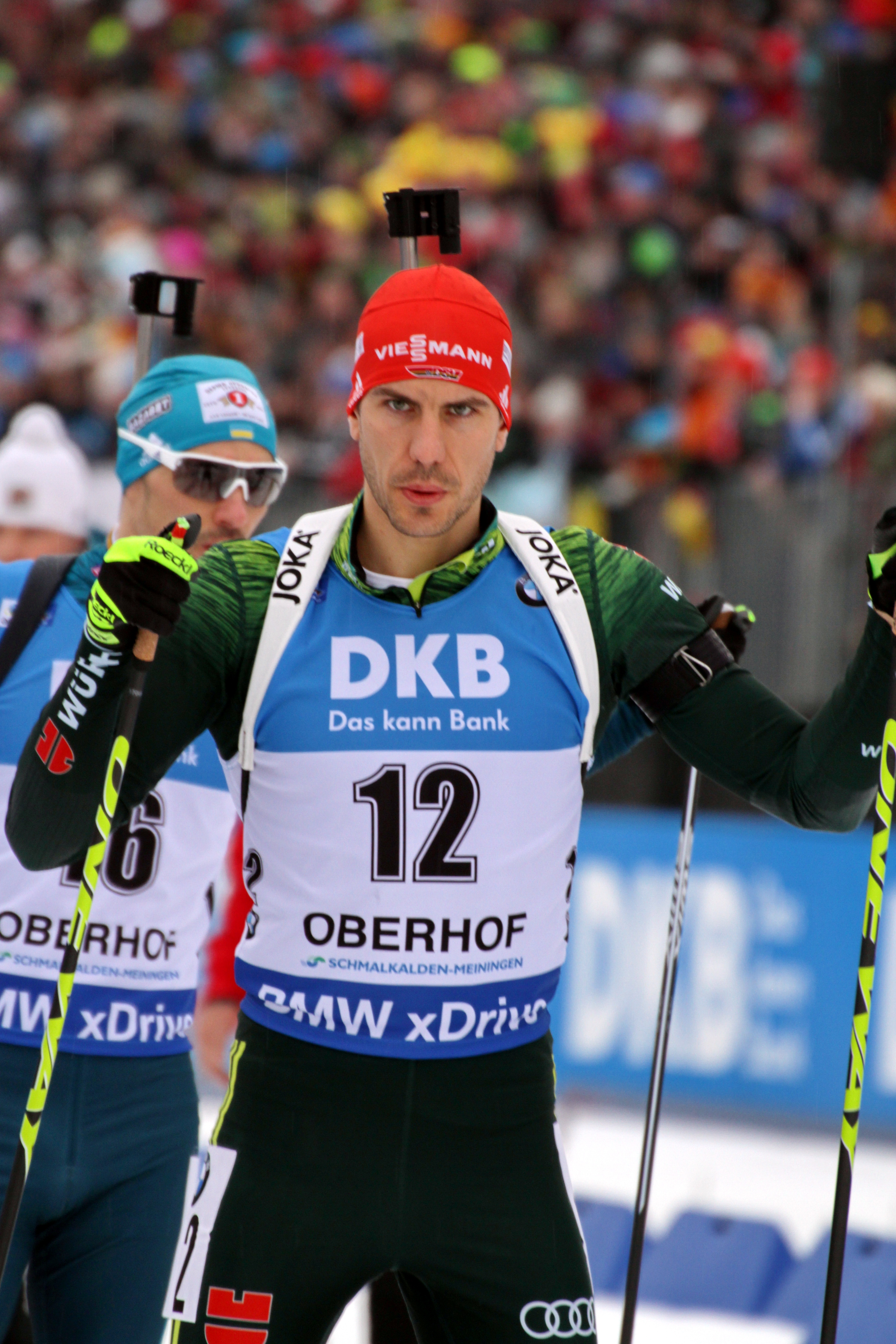
Der Sprint-Olympiasieger Arnd Peiffer gewann außerdem Bronze nit der Männerstaffel

Totalanstieg: 348 m, Maximalanstieg: 38 m, Höhenunterschied: 37 m

87 Teilnehmer aus 26 Ländern, alle in der Wertung

### Verfolgung 12,5 km
| Platz | Land | Sportler             | Zeit (min) | Fehler      |
| ----- | ---- | -------------------- | ---------- | ----------- |
| 01    | FRA  | Martin Fourcade      | 32:51,7    | 1 (1+0+0+0) |
| 02    | SWE  | Sebastian Samuelsson | 33:03,7    | 1 (0+0+1+0) |
| 03    | GER  | Benedikt Doll        | 33:06,8    | 1 (0+1+0+0) |
| 04    | NOR  | Tarjei Bø            | 33:54,3    | 3 (0+0+1+2) |
| 05    | GER  | Simon Schempp        | 33:54,4    | 3 (0+0+1+2) |
| 06    | SUI  | Benjamin Weger       | 33:54,8    | 2 (1+0+0+1) |
| 07    | FRA  | Simon Desthieux      | 33:55,4    | 3 (1+0+1+1) |
| 08    | GER  | Arnd Peiffer         | 34:05,8    | 3 (0+0+1+2) |
| 09    | NOR  | Erlend Bjøntegaard   | 34:18,0    | 4 (1+0+0+3) |
| 10    | ITA  | Lukas Hofer          | 34:24,4    | 3 (1+1+1+0) |
| …     |      |                      |            |             |

Datum: 12. Februar 2018, 21:00 Uhr
Olympiasieger 2014:  Martin Fourcade

Weltmeister 2017:  Martin Fourcade

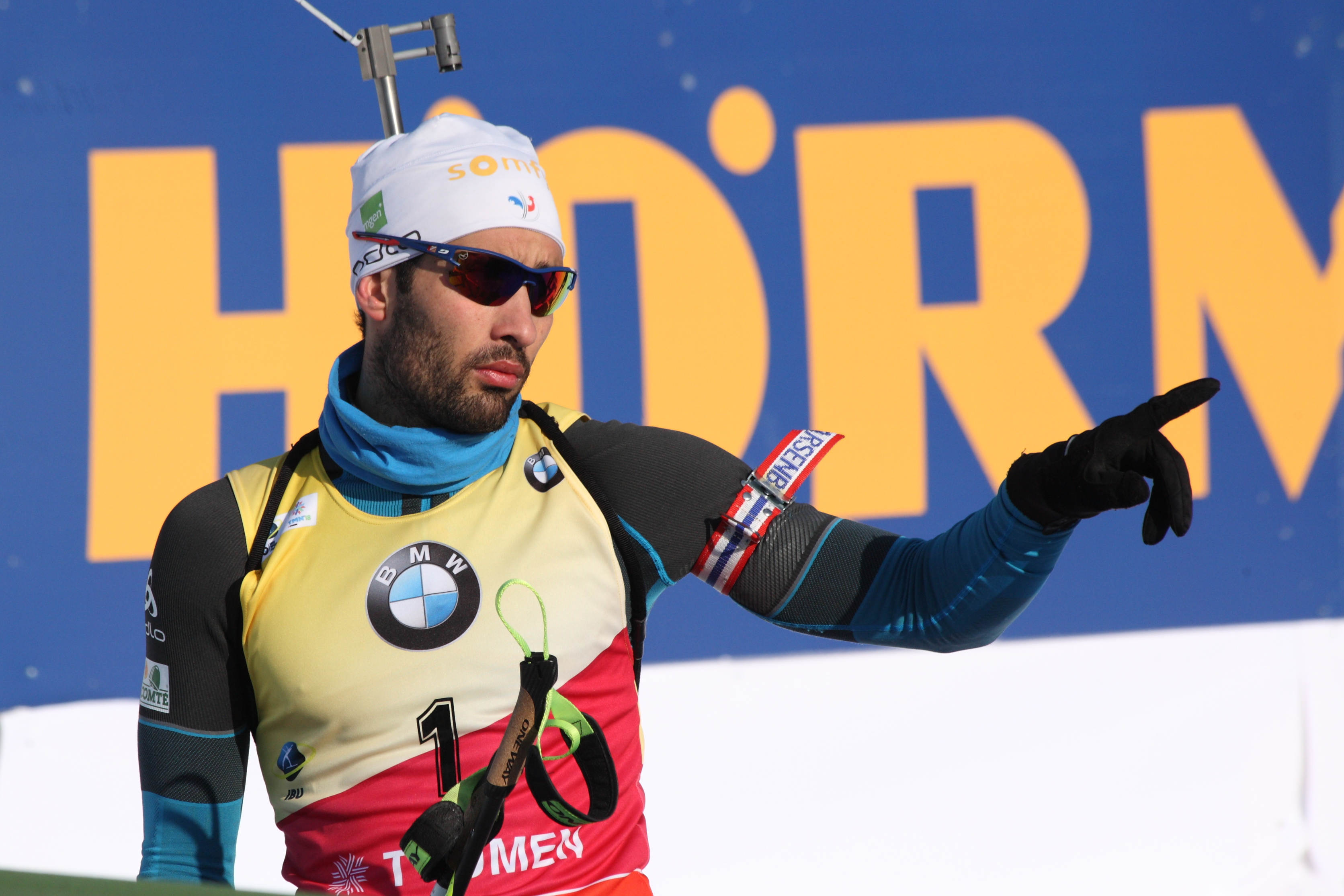
Dreimal Gold eroberte Martin Fourcade (Verfolgung, Massenstart, Mixed-Staffel)

Totalanstieg: 425 m, Maximalanstieg: 40 m, Höhenunterschied: 36 m

60 Teilnehmer aus 25 Ländern, alle in der Wertung

### Einzel 20 km
| Platz | Land | Sportler             | Zeit (min) | Fehler      |
| ----- | ---- | -------------------- | ---------- | ----------- |
| 01    | NOR  | Johannes Thingnes Bø | 48:03,8    | 2 (1+0+0+1) |
| 02    | SLO  | Jakov Fak            | 48:09,3    | 0 (0+0+0+0) |
| 03    | AUT  | Dominik Landertinger | 48:18,0    | 0 (0+0+0+0) |
| 04    | SWE  | Sebastian Samuelsson | 48:32,9    | 1 (0+0+1+0) |
| 05    | FRA  | Martin Fourcade      | 48:46,2    | 2 (0+0+0+2) |
| 06    | SUI  | Benjamin Weger       | 48:52,4    | 1 (1+0+0+0) |
| 07    | CZE  | Michal Krčmář        | 49:19,3    | 1 (0+1+0+0) |
| 08    | SWE  | Fredrik Lindström    | 49:25,9    | 1 (0+0+0+1) |
| 09    | GER  | Erik Lesser          | 49:31,1    | 1 (0+1+0+0) |
| 10    | NOR  | Emil Hegle Svendsen  | 49:40,5    | 2 (0+2+0+0) |
| …     |      |                      |            |             |

Datum: 15. Februar 2018, 20:20 Uhr
Olympiasieger 2014:  Martin Fourcade

Weltmeister 2017:  Lowell Bailey

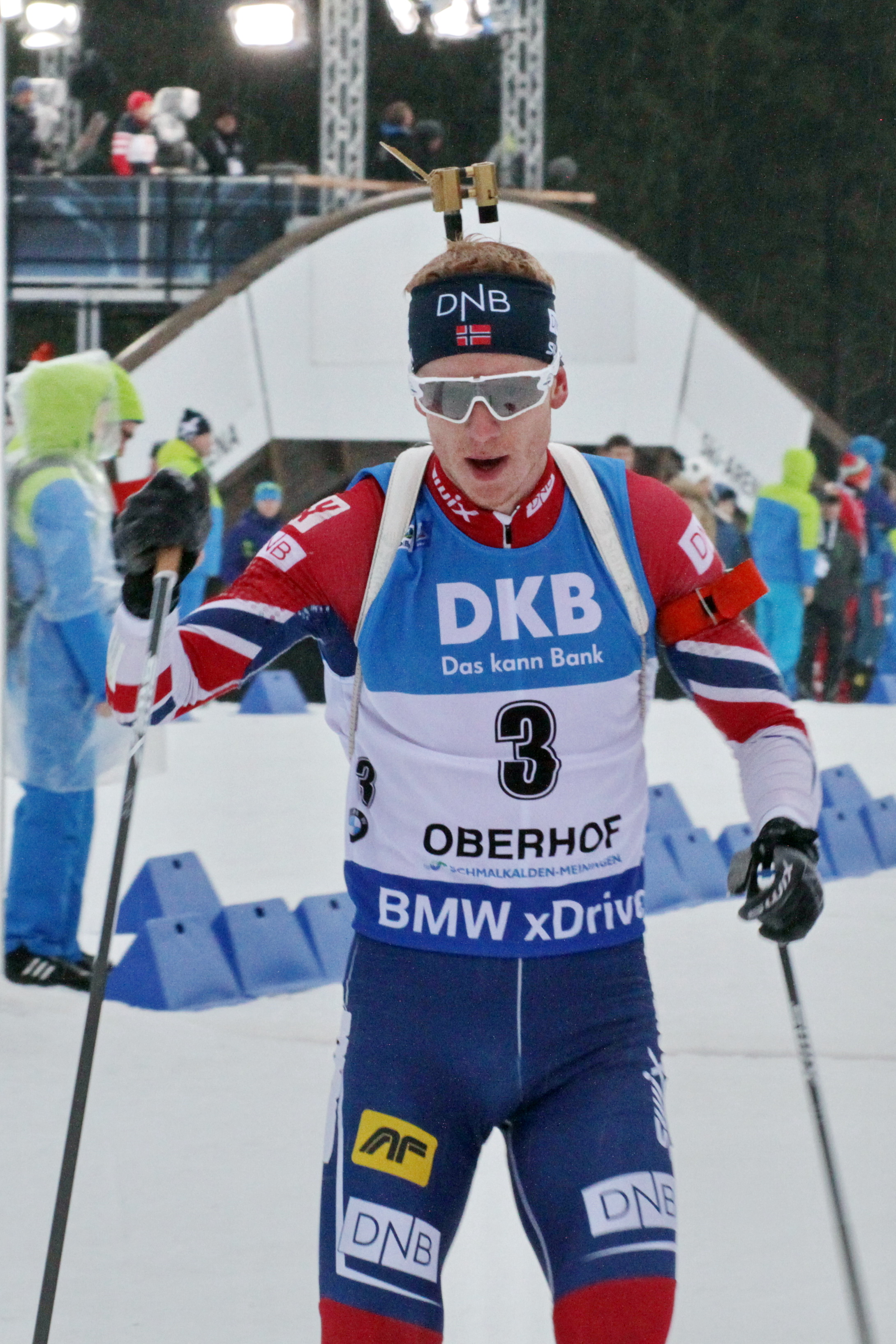
Johannes Thingnes Bø – Gold im Einzel, jeweils Silber mit der Männer- und Mixed-Staffel

Totalanstieg: 670 m, Maximalanstieg: 38 m, Höhenunterschied: 37 m

86 Teilnehmer aus 26 Ländern, alle in der Wertung

### Massenstart 15 km
| Platz | Land | Sportler            | Zeit (min) | Fehler      |
| ----- | ---- | ------------------- | ---------- | ----------- |
| 01    | FRA  | Martin Fourcade     | 35:47,3    | 2 (1+0+0+1) |
| 02    | GER  | Simon Schempp       | 35:47,3    | 1 (0+0+0+1) |
| 03    | NOR  | Emil Hegle Svendsen | 35:58,5    | 2 (1+0+1+0) |
| 04    | GER  | Erik Lesser         | 35:58,9    | 2 (0+0+0+2) |
| 05    | GER  | Benedikt Doll       | 36:06,1    | 1 (0+0+1+0) |
| 06    | AUT  | Julian Eberhard     | 36:18,0    | 3 (1+0+1+1) |
| 07    | NOR  | Erlend Bjøntegaard  | 36:19,4    | 2 (0+0+2+0) |
| 08    | NOR  | Tarjei Bø           | 36:21,9    | 3 (1+0+2+0) |
| 09    | SWE  | Jesper Nelin        | 36:21,9    | 2 (0+2+0+0) |
| 10    | SLO  | Jakov Fak           | 36:23,4    | 1 (0+0+1+0) |
| …     |      |                     |            |             |

Datum: 18. Februar 2018, 20:15 Uhr
Olympiasieger 2014:  Emil Hegle Svendsen

Weltmeister 2017:  Simon Schempp

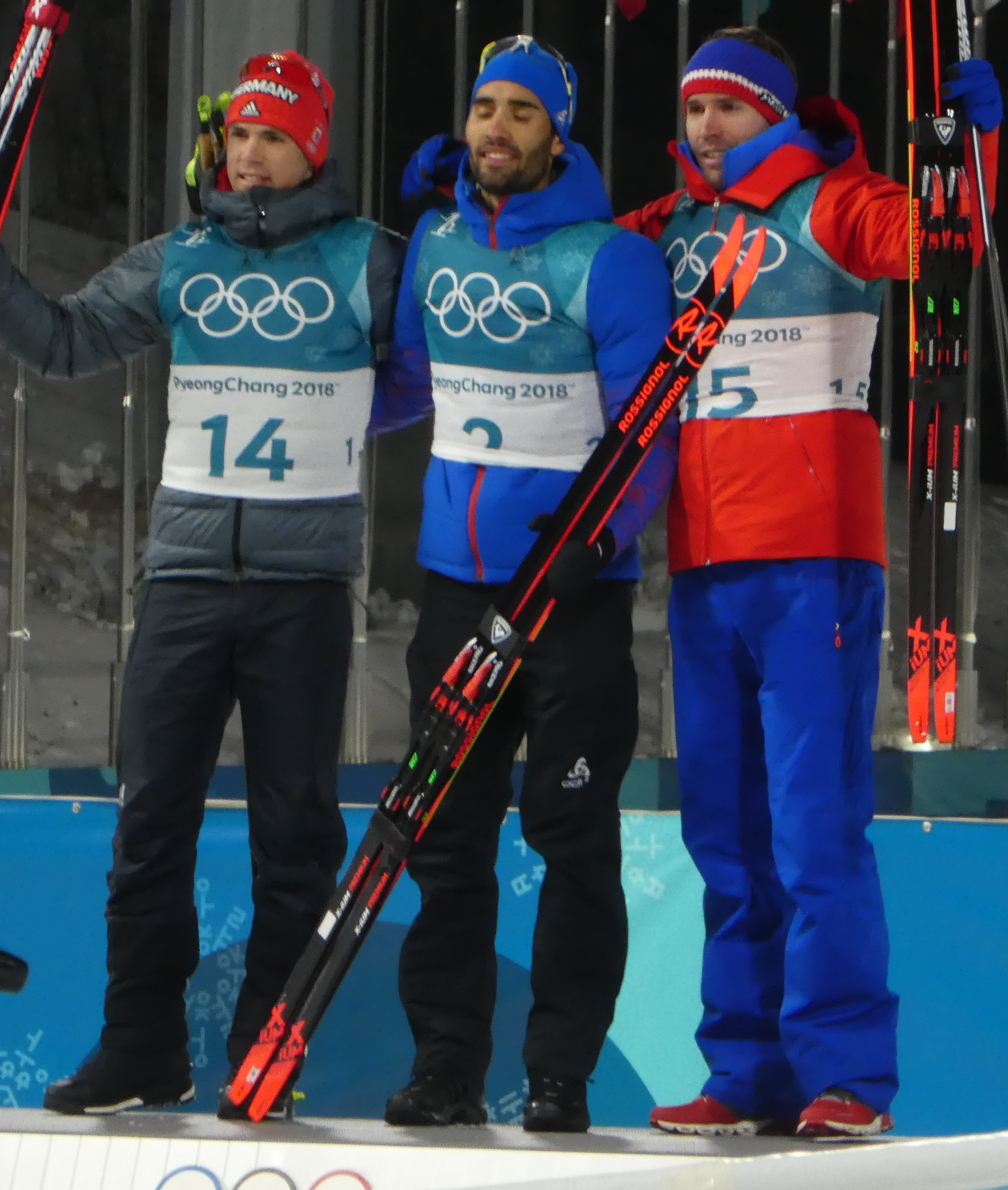
Die Medaillengewinner im Massenstart (v. l. n. r.): Simon Schempp, Martin Fourcade, Emil Hegle Svendsen

Totalanstieg: 510 m, Maximalanstieg: 38 m, Höhenunterschied: 37 m

30 Teilnehmer aus 13 Ländern, alle in der Wertung

### Staffel 4 × 7,5 km
| Platz | Land Sportler                                                                                    | Zeit (h)  | Strafrunden + Nachlader                 |
| ----- | ------------------------------------------------------------------------------------------------ | --------- | --------------------------------------- |
| 01    | Schweden 0000Peppe Femling 0000Jesper Nelin 0000Sebastian Samuelsson 0000Fredrik Lindström       | 1:15:16,5 | 0+2 0+5 0+0 0+1 0+1 0+3 0+1 0+0 0+0 0+1 |
| 02    | Norwegen 0000Lars Helge Birkeland 0000Tarjei Bø 0000Johannes Thingnes Bø 0000Emil Hegle Svendsen | 1:16:12,0 | 0+4 1+8 0+1 0+1 0+3 0+3 0+0 0+1 0+0 1+3 |
| 03    | Deutschland 0000Erik Lesser 0000Benedikt Doll 0000Arnd Peiffer 0000Simon Schempp                 | 1:17:23,6 | 0+3 3+7 0+0 0+1 0+0 2+3 0+0 0+0 0+3 1+3 |
| 04    | Österreich 0000Tobias Eberhard 0000Simon Eder 0000Julian Eberhard 0000Dominik Landertinger       | 1:18:09,0 | 0+2 2+9 0+1 0+2 0+0 0+1 0+1 2+3 0+0 0+3 |
| 05    | Frankreich 0000Simon Desthieux 0000Émilien Jacquelin 0000Martin Fourcade 0000Antonin Guigonnat   | 1:18:43,1 | 0+4 3+8 0+2 2+3 0+0 0+1 0+1 1+3 0+1 0+1 |
| 06    | Vereinigte Staaten 0000Lowell Bailey 0000Sean Doherty 0000Tim Burke 0000Leif Nordgren            | 1:19:06,7 | 2+6 0+8 0+2 0+2 0+1 0+0 0+0 0+3 2+3 0+3 |
| 07    | Tschechien 0000Ondřej Moravec 0000Michal Šlesingr 0000Jaroslav Soukup 0000Michal Krčmář          | 1:19:23,6 | 0+4 2+9 0+0 0+3 0+1 0+0 0+1 1+3 0+2 1+3 |
| 08    | Belarus 0000Anton Smolski 0000Raman Jaljotnau 0000Sergei Botscharnikow 0000Uladsimir Tschapelin  | 1:20:06,0 | 2+7 1+6 0+0 0+1 0+1 1+3 2+3 0+1 0+2 0+1 |
| 09    | Ukraine 0000Artem Pryma 0000Serhij Semenow 0000Wladimir Semakow 0000Dmytro Pidrutschnyj          | 1:20:17,3 | 0+0 2+9 0+0 0+0 0+0 0+3 0+0 1+3         |
| 10    | Slowenien 0000Miha Dovžan 0000Klemen Bauer 0000Mitja Drinovec 0000Lenart Oblak                   | 1:20:17,3 | 0+5 1+5 0+0 0+2 0+1 1+3 0+3 0+0 0+1 0+0 |
| …     |                                                                                                  |           |                                         |

Datum: 23. Februar 2018, 20:15 Uhr
Olympiasieger 2014:  Russland (Alexei Wolkow, Jewgeni Ustjugow, Dmitri Malyschko, Anton Schipulin)

Weltmeister 2017:  Russland (Alexei Wolkow, Maxim Zwetkow, Anton Babikow, Anton Schipulin)
Totalanstieg: 4 × 255 m, Maximalanstieg: 40 m, Höhenunterschied: 36 m

18 Staffeln am Start, davon 3 überrundet

## Ergebnisse Frauen

### Sprint 7,5 km
| Platz | Land | Sportlerin         | Zeit (min) | Fehler  |
| ----- | ---- | ------------------ | ---------- | ------- |
| 01    | GER  | Laura Dahlmeier    | 21:06,2    | 0 (0+0) |
| 02    | NOR  | Marte Olsbu        | 21:30,4    | 1 (1+0) |
| 03    | CZE  | Veronika Vítková   | 21:32,0    | 1 (0+1) |
| 04    | FRA  | Marie Dorin-Habert | 21:39,3    | 1 (1+0) |
| 05    | GER  | Vanessa Hinz       | 21:46,5    | 1 (0+1) |
| 06    | ITA  | Lisa Vittozzi      | 21:46,7    | 1 (0+1) |
| 07    | SWE  | Hanna Öberg        | 21:47,0    | 1 (0+1) |
| 08    | SUI  | Irene Cadurisch    | 21:51,7    | 1 (1+0) |
| 09    | BLR  | Darja Domratschawa | 21:52,4    | 2 (1+1) |
| 10    | FRA  | Justine Braisaz    | 21:54,1    | 2 (1+1) |
| …     |      |                    |            |         |

Datum: 10. Februar 2018, 20:15 Uhr
Olympiasiegerin 2014:  Anastasiya Kuzmina

Weltmeisterin 2017:  Gabriela Koukalová

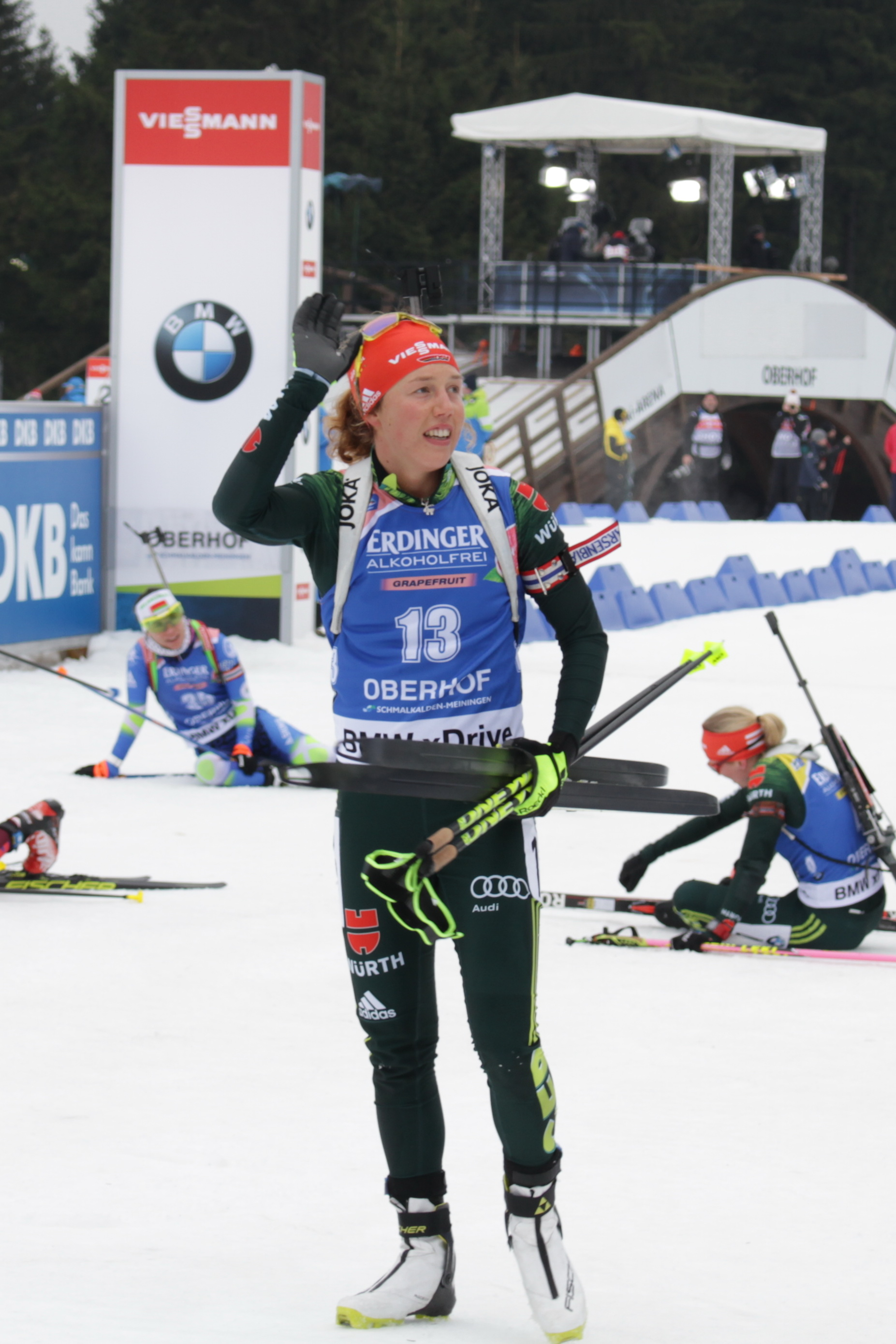
Laura Dahlmeier wurde Olympiasiegerin im Sprint und in der Verfolgung, dazu gab es Bronze im Einzel

Totalanstieg: 85 m, Maximalanstieg: 40 m, Höhenunterschied: 36 m

87 Teilnehmerinnen aus 27 Ländern, alle in der Wertung

### Verfolgung 10 km
| Platz | Land | Sportlerin         | Zeit (min) | Fehler      |
| ----- | ---- | ------------------ | ---------- | ----------- |
| 01    | GER  | Laura Dahlmeier    | 30:35,3    | 1 (0+1+0+0) |
| 02    | SVK  | Anastasiya Kuzmina | 31:04,7    | 4 (0+1+2+1) |
| 03    | FRA  | Anaïs Bescond      | 31:04,9    | 1 (0+0+1+0) |
| 04    | NOR  | Marte Olsbu        | 31:42,6    | 4 (1+2+0+1) |
| 05    | SWE  | Hanna Öberg        | 31:44,2    | 3 (1+2+0+0) |
| 06    | GER  | Denise Herrmann    | 31:54,7    | 2 (1+0+0+1) |
| 07    | CZE  | Veronika Vítková   | 32:12,6    | 3 (0+1+0+2) |
| 08    | SUI  | Lena Häcki         | 32:16,8    | 3 (1+1+1+0) |
| 09    | NOR  | Tiril Eckhoff      | 32:23,1    | 5 (0+2+3+0) |
| 10    | SWE  | Mona Brorsson      | 32:29,8    | 1 (0+0+1+0) |
| …     |      |                    |            |             |

Datum: 12. Februar 2018, 19:10 Uhr
Olympiasiegerin 2014:  Darja Domratschawa

Weltmeisterin 2017:  Laura Dahlmeier
Totalanstieg: 260 m, Maximalanstieg: 40 m, Höhenunterschied: 36 m

58 Teilnehmerinnen aus 24 Ländern, alle in der Wertung; zwei Qualifizierte nicht gestartet

### Einzel 15 km
| Platz | Land | Sportlerin           | Zeit (min) | Fehler      |
| ----- | ---- | -------------------- | ---------- | ----------- |
| 01    | SWE  | Hanna Öberg          | 41:07,2    | 0 (0+0+0+0) |
| 02    | SVK  | Anastasiya Kuzmina   | 41:31,9    | 2 (0+1+1+0) |
| 03    | GER  | Laura Dahlmeier      | 41:48,4    | 1 (1+0+0+0) |
| 04    | GER  | Franziska Preuß      | 42:06,9    | 0 (0+0+0+0) |
| 05    | SVK  | Paulína Fialková     | 42:09,5    | 1 (1+0+0+0) |
| 06    | POL  | Monika Hojnisz       | 43:02,0    | 1 (0+1+0+0) |
| 07    | ITA  | Dorothea Wierer      | 43:15,8    | 2 (0+1+0+1) |
| 08    | SUI  | Elisa Gasparin       | 43:22,4    | 1 (1+0+0+0) |
| 09    | GER  | Franziska Hildebrand | 43:38,6    | 1 (0+1+0+0) |
| 10    | BLR  | Nadseja Skardsina    | 43:40,2    | 1 (0+0+0+1) |
| …     |      |                      |            |             |

Datum: 15. Februar 2018, 17:15 Uhr
Olympiasiegerin 2014:  Darja Domratschawa

Weltmeisterin 2017:  Laura Dahlmeier

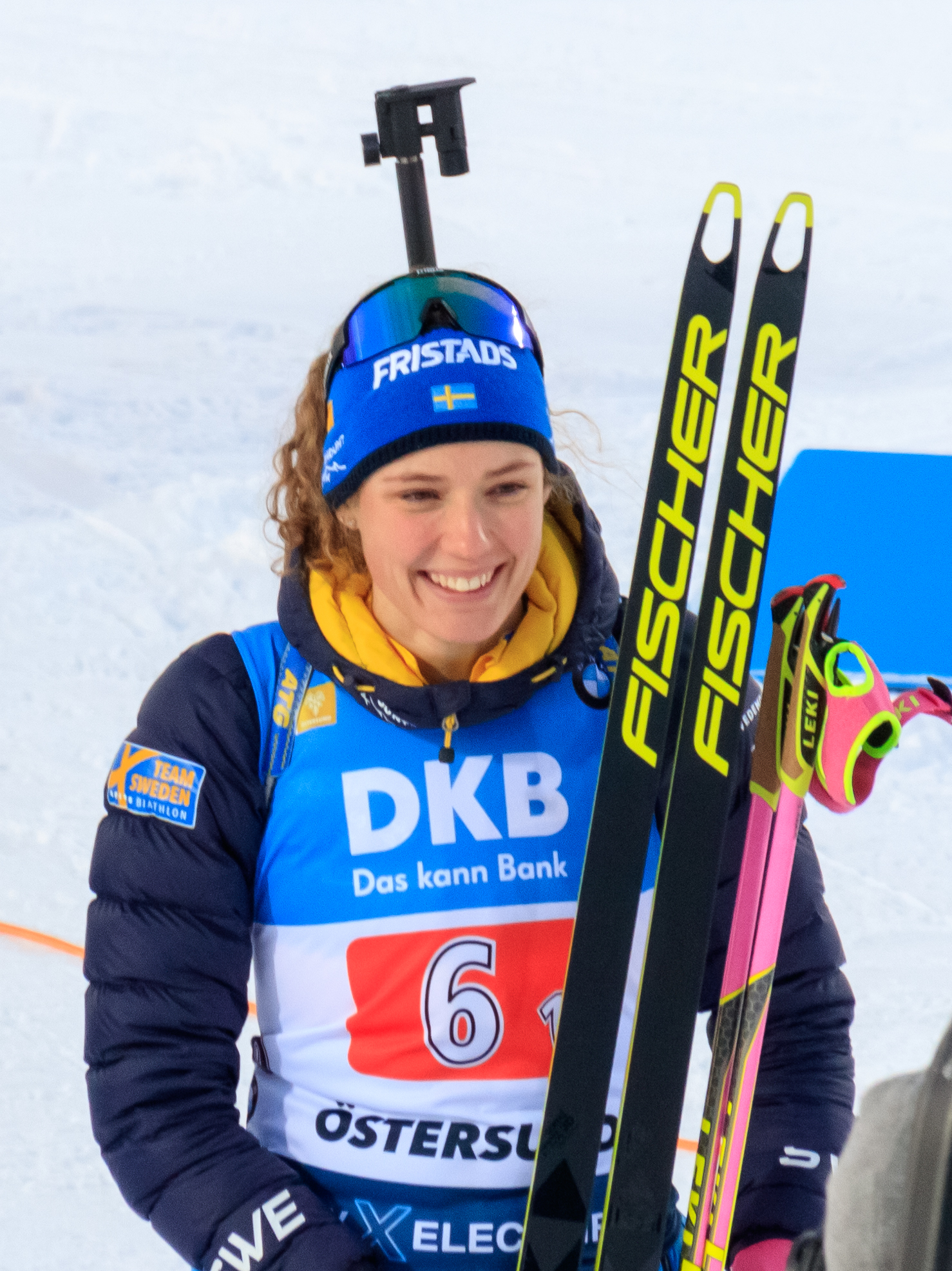
Hanna Öberg – Gold im Einzel und Silber mit der Frauenstaffel

Totalanstieg: 510 m, Maximalanstieg: 38 m, Höhenunterschied: 37 m

87 Teilnehmerinnen aus 27 Ländern, alle in der Wertung

### Massenstart 12,5 km
| Platz | Land | Sportlerin         | Zeit (min) | Fehler      |
| ----- | ---- | ------------------ | ---------- | ----------- |
| 01    | SVK  | Anastasiya Kuzmina | 35:23,0    | 1 (0+0+0+1) |
| 02    | BLR  | Darja Domratschawa | 35:41,8    | 1 (0+0+1+0) |
| 03    | NOR  | Tiril Eckhoff      | 35:50,7    | 2 (1+0+1+0) |
| 04    | ITA  | Lisa Vittozzi      | 36:08,6    | 2 (1+0+0+1) |
| 05    | SWE  | Hanna Öberg        | 36:09,5    | 1 (0+0+1+0) |
| 06    | ITA  | Dorothea Wierer    | 36:10,3    | 1 (0+0+0+1) |
| 07    | BLR  | Nadseja Skardsina  | 36:10,9    | 0 (0+0+0+0) |
| 08    | NOR  | Marte Olsbu        | 36:14,6    | 1 (0+1+0+0) |
| 09    | FRA  | Marie Dorin-Habert | 36:20,9    | 2 (0+1+0+1) |
| 10    | FIN  | Kaisa Mäkäräinen   | 36:23,9    | 2 (0+1+0+1) |
| …     |      |                    |            |             |

Datum: 17. Februar 2018, 20:15 Uhr
Olympiasiegerin 2014:  Darja Domratschawa

Weltmeisterin 2017:  Laura Dahlmeier

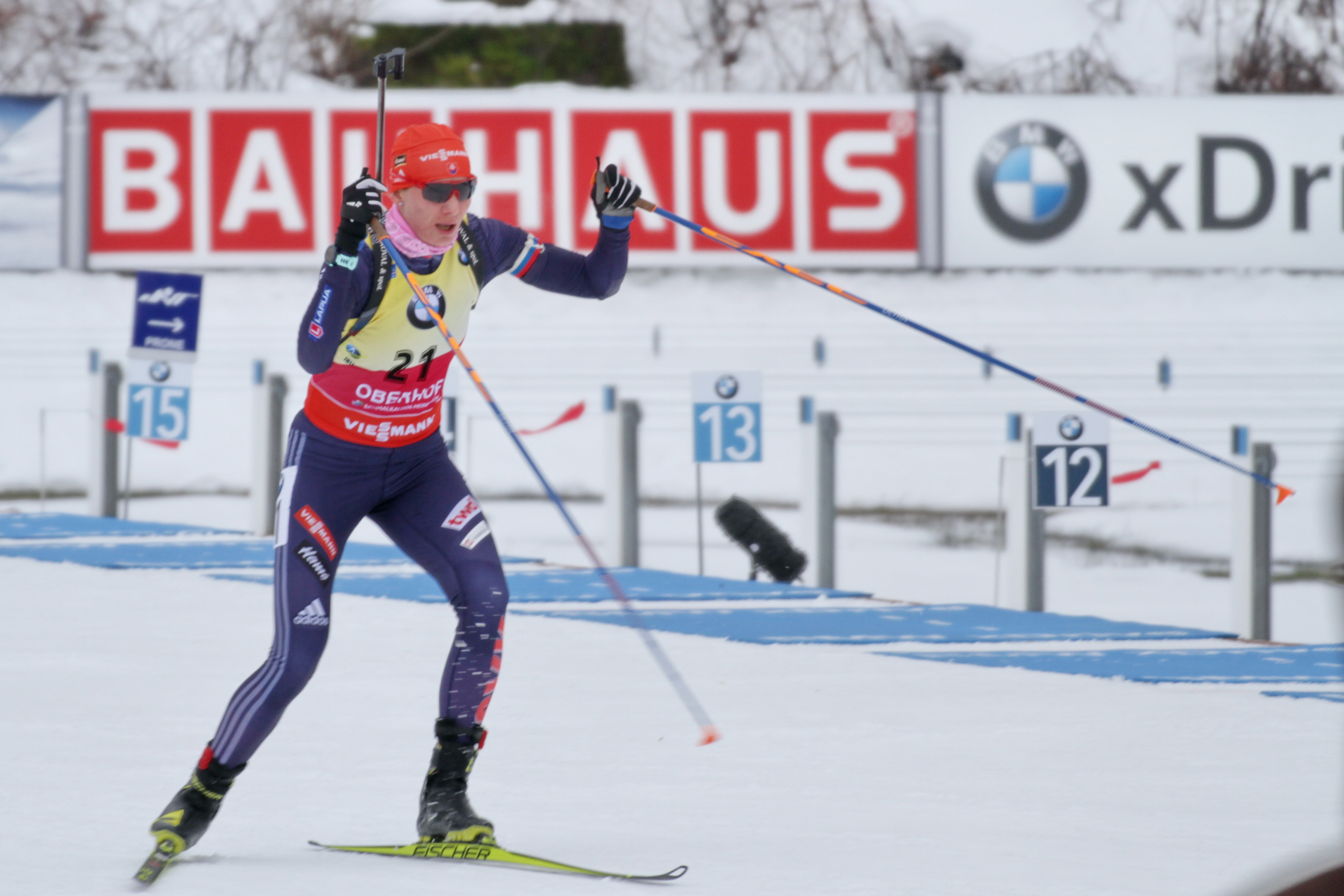
Die Massenstart-Olympiasiegerin Anastasiya Kuzmina errang darüber hinaus jeweils Silber in der Verfolgung und im Einzel

Totalanstieg: 425 m, Maximalanstieg: 40 m, Höhenunterschied: 36 m

30 Teilnehmerinnen aus 13 Ländern, alle in der Wertung

### Staffel 4 × 6 km
| Platz | Land Sportlerinnen                                                                               | Zeit (h)  | Strafrunden + Nachlader                  |
| ----- | ------------------------------------------------------------------------------------------------ | --------- | ---------------------------------------- |
| 01    | Belarus 0000Nadseja Skardsina 0000Iryna Kryuko 0000Dsinara Alimbekawa 0000Darja Domratschawa     | 1:12:03,4 | 0+3 0+6 0+0 0+2 0+1 0+0 0+2 0+1 0+0 0+3  |
| 02    | Schweden 0000Linn Persson 0000Mona Brorsson 0000Anna Magnusson 0000Hanna Öberg                   | 1:12:14,1 | 0+7 0+5 0+2 0+2 0+3 0+3 0+2 0+0 0+0 0+0  |
| 03    | Frankreich 0000Anaïs Chevalier 0000Marie Dorin-Habert 0000Justine Braisaz 0000Anaïs Bescond      | 1:12:21,0 | 0+6 0+6 0+1 0+2 0+1 0+1 0+3 0+1 0+1 0+2  |
| 04    | Norwegen 0000Synnøve Solemdal 0000Tiril Eckhoff 0000Ingrid Landmark Tandrevold 0000Marte Olsbu   | 1:12:33,1 | 0+2 3+10 0+0 0+1 0+1 1+3 0+1 2+3 0+0 0+3 |
| 05    | Slowakei 0000Paulína Fialková 0000Anastasiya Kuzmina 0000Terézia Poliaková 0000Ivona Fialková    | 1:12:41,8 | 0+3 1+6 0+1 0+0 0+1 1+3 0+1 0+1 0+0 0+2  |
| 06    | Schweiz 0000Elisa Gasparin 0000Lena Häcki 0000Selina Gasparin 0000Irene Cadurisch                | 1:12:46,9 | 0+0 0+0 0+1 0+0 0+3 0+2 0+2 0+3          |
| 07    | Polen 0000Monika Hojnisz 0000Magdalena Gwizdoń 0000Krystyna Guzik 0000Weronika Nowakowska        | 1:12:47,0 | 1+7 0+7 0+1 0+2 0+1 0+1 1+3 0+1 0+2 0+3  |
| 08    | Deutschland 0000Franziska Preuß 0000Denise Herrmann 0000Franziska Hildebrand 0000Laura Dahlmeier | 1:12:57,3 | 1+3 2+8 0+0 1+3 1+3 0+1 0+0 0+1          |
| 09    | Italien 0000Lisa Vittozzi 0000Dorothea Wierer 0000Nicole Gontier 0000Federica Sanfilippo         | 1:13:07,5 | 2+7 2+6 0+1 0+0 2+3 0+0 0+3 1+3 0+0 1+3  |
| 10    | Kanada 0000Sarah Beaudry 0000Julia Ransom 0000Emma Lunder 0000Rosanna Crawford                   | 1:13:36,8 | 1+4 0+7 0+0 0+3 1+3 0+0 0+1 0+1          |
| …     |                                                                                                  |           |                                          |

Datum: 22. Februar 2018, 20:15 Uhr
Olympiasiegerinnen 2014:  Ukraine (Wita Semerenko, Julija Dschyma, Walentyna Semerenko, Olena Pidhruschna)

Weltmeisterinnen 2017:  Deutschland (Vanessa Hinz, Maren Hammerschmidt, Franziska Hildebrand, Laura Dahlmeier)
Totalanstieg: 4 × 156 m, Maximalanstieg: 40 m, Höhenunterschied: 36 m

18 Staffeln am Start, alle in der Wertung

## Ergebnisse Mixed

### Staffel 2 × 6 km + 2 × 7,5 km
| Platz | Land Sportler(innen)                                                                                   | Zeit (h)  | Strafrunden + Nachlader                 |
| ----- | --- | --------- | --------------------------------------- |
| 01    | Frankreich 0000Marie Dorin-Habert 0000Anaïs Bescond 0000Simon Desthieux 0000Martin Fourcade            | 1:08:34,3 | 0+1 0+3 0+0 0+0 0+1 0+3 0+0 0+0         |
| 02    | Norwegen 0000Marte Olsbu 0000Tiril Eckhoff 0000Johannes Thingnes Bø 0000Emil Hegle Svendsen            | 1:08:55,2 | 0+5 1+6 0+2 0+1 0+2 1+3 0+0 0+1 0+1 0+1 |
| 03    | Italien 0000Lisa Vittozzi 0000Dorothea Wierer 0000Lukas Hofer 0000Dominik Windisch                     | 1:09:01,2 | 0+1 0+6 0+0 0+0 0+0 0+3 0+0 0+1 0+1 0+2 |
| 04    | Deutschland 0000Vanessa Hinz 0000Laura Dahlmeier 0000Erik Lesser 0000Arnd Peiffer                      | 1:09:01,5 | 0+2 1+5 0+0 0+0 0+0 0+1 0+2 1+3         |
| 05    | Belarus 0000Nadseja Skardsina 0000Darja Domratschawa 0000Sergei Botscharnikow 0000Uladsimir Tschapelin | 1:09:29,8 | 0+2 0+1 0+0 0+0 0+0 0+1 0+1 0+0         |
| 06    | Finnland 0000Laura Toivanen 0000Kaisa Mäkäräinen 0000Tero Seppälä 0000Olli Hiidensalo                  | 1:09:38,2 | 0+1 0+2 0+0 0+1 0+0 0+0 0+1 0+1 0+0 0+0 |
| 07    | Ukraine 0000Iryna Warwynez 0000Julija Dschyma 0000Dmytro Pidrutschnyj 0000Artem Pryma                  | 1:09:46,4 | 0+3 0+2 0+1 0+0 0+1 0+1 0+0 0+1         |
| 08    | Tschechien 0000Veronika Vítková 0000Markéta Davidová 0000Ondřej Moravec 0000Michal Krčmář              | 1:10:13,6 | 0+5 0+3 0+2 0+1 0+3 0+0 0+0 0+1         |
| 09    | Russland 0000Uljana Nigmatullina 0000Tatjana Akimowa 0000Anton Babikow 0000Matwei Jelissejew           | 1:10:48,1 | 0+3 0+4 0+2 0+1 0+0 0+1 0+1 0+1 0+0 0+1 |
| 10    | Österreich 0000Lisa Hauser 0000Katharina Komatz 0000Simon Eder 0000Julian Eberhard                     | 1:10:56,3 | 0+6 0+8 0+1 0+3 0+2 0+3 0+1 0+0 0+2 0+2 |
| …     | |           |                                         |

Datum: 20. Februar 2018, 20:15 Uhr
Olympiasieger 2014:  Norwegen (Tora Berger, Tiril Eckhoff, Ole Einar Bjørndalen, Emil Hegle Svendsen)

Weltmeister 2017:  Deutschland {(Vanessa Hinz, Laura Dahlmeier, Arnd Peiffer, Simon Schempp)
Totalanstieg: 2 × 156 m/2 × 255 m; Maximalanstieg: 40 m; Höhenunterschied: 36 m

20 Staffeln am Start, davon 2 überrundet